# Verband Deutscher Handlungsgehilfen

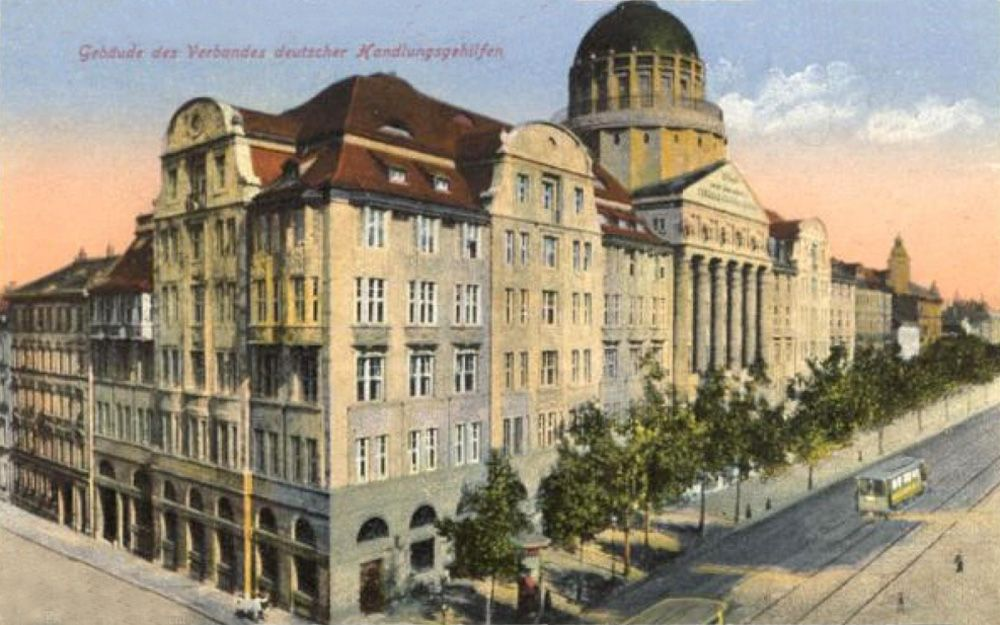
Haus Deutscher Handlungsgehilfen des VDH in Leipzig um 1920

Der Verband Deutscher Handlungsgehilfen (auch Verband Deutscher Handlungsgehilfen zu Leipzig, VDH) war eine von 1881 bis 1920 existierende Vereinigung von im Handel tätigen Angestellten (Handlungsgehilfen) zur Schaffung von Selbsthilfeeinrichtungen und zur Durchsetzung arbeitsrechtlicher Ziele. Der VDH war ein Vorläufer des Gewerkschaftsbundes der Angestellten.

## Geschichte
1881 fanden sich in Leipzig 25 Handlungsgehilfen zusammen, um einen Berufsverband zu gründen. Da sie ganz Deutschland für ihren Verband im Auge hatten, wandten sie sich in einem Aufruf an alle Berufskollegen. Darin wurden als Ziele des Verbandes genannt:
- Unterstützung bei Krankheits- und Todesfall,
- Unterstützung bei Stellenlosigkeit,
- Darlehensgewährung in Notfällen,
- kostenloser Stellennachweis durch den Verband,
- Rechtsschutz bei Streitigkeiten aus dem Dienstverhältnis,
- Besserung der Gehalts- und Angestelltenbedingungen,
- Hebung des Gesamtstandes durch Regelung des Lehrlingswesens, der Frage des weiblichen Personals und der Arbeitszeiten.

Der Aufruf fand Anklang in ganz Deutschland, es wurden Kreisvereine gegründet. 1902 betrug die Mitgliederzahl des Verbandes um 57.000, sank im Ersten Weltkrieg auf 23.000 und stieg danach auf 122.000 an. Zahlreiche Ziele aus dem Aufruf wurden umgesetzt. Zuerst wurde eine Stellenvermittlung über das ganze Reich eingerichtet, eine Arbeitslosenunterstützung und der Rechtsschutz. Mit getrennten Beiträgen entstanden 1883 eine Krankenkasse, 1885 eine Alters- und Invaliditätskasse und 1886 eine Waisenkasse.
Der jährliche Verbandsbeitrag betrug anfangs 6 Mark, später 3 Mark und stieg dann bis 1914 auf 18 Mark. Der Verband gab ab 1885 eine eigene Zeitung heraus, die Verbandsblätter.
Bereits 1884 hatte sich der Verband für die Schaffung von kaufmännischen Schiedsgerichten zur Klärung von arbeitsrechtlichen Konflikten ausgesprochen, die in der Form der Kaufmannsgerichte 1904 realisiert wurden. Ab 1885 war er für die Sonntagsruhe im Handel eingetreten, die 1892 schließlich mit der den Handel betreffenden Ergänzung der Gewerbeordnungsnovelle erreicht wurde.
Vertreter des VDH wurden als Sachverständige in die Kommission für das Handelsgesetzbuch von 1897 berufen. Ganz wesentlichen Anteil hatte der Verband bei der Errichtung der Angestelltenversicherung, die mit dem Versicherungsgesetz für Angestellte (VGfA) vom 20. Dezember 1911 ihre erste Fassung fand.

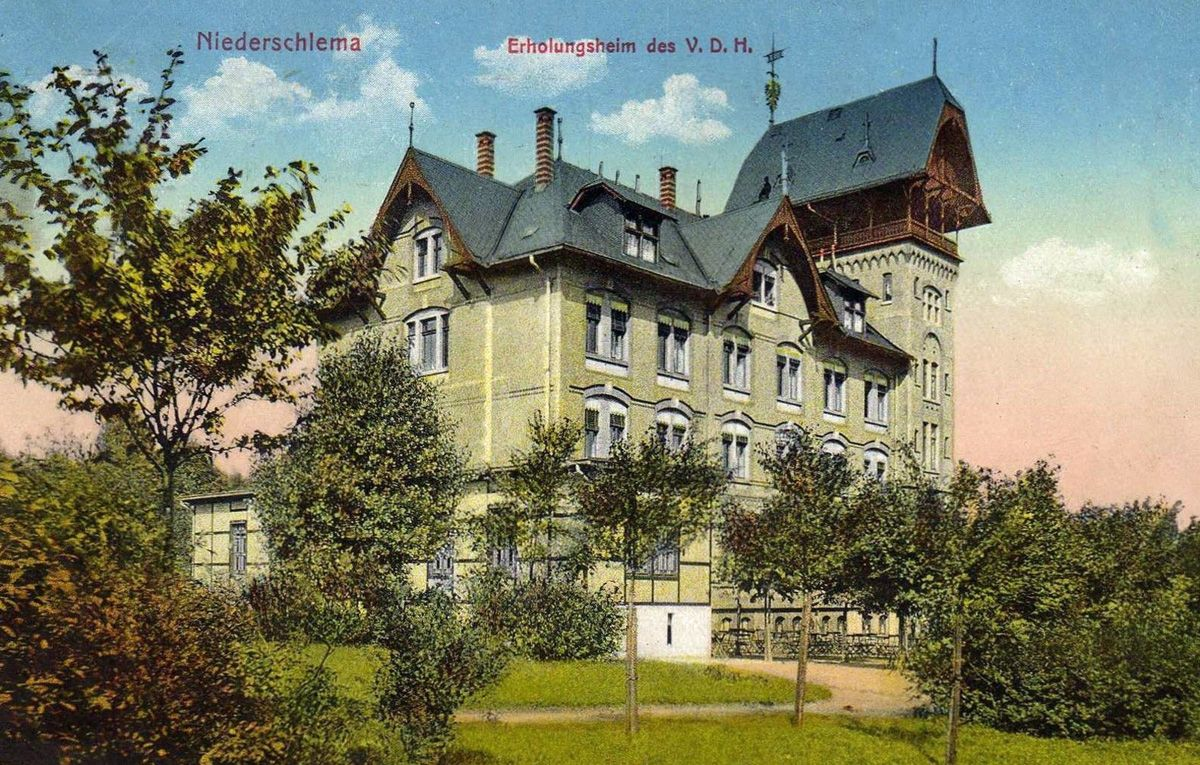
Erholungsheim des Verbandes in Niederschlema

In den Jahren 1914–1917 errichtete der VDH in Leipzig in der Zeitzer Straße (heute Karl-Liebknecht-Straße) ein Verwaltungsgebäude, das heute noch vorhanden ist. In Niederschlema im Erzgebirge wurde vom Verband 1899 ein Erholungsheim gebaut.
1919 strebte der Verband der Handlungsgehilfen in einem Aufruf „Einheitsverband“ zunächst die Zusammenarbeit verwandter Verbände mit dem Ziel ihrer Vereinigung an. Aus der letztendlichen Verschmelzung der Verbände entstand im November 1920 der Gewerkschaftsbund der Angestellten.